# Peter Tiepold
Peter Tiepold, född den 15 november 1945 i Berlin, Tyskland, är en östtysk boxare som tog OS-brons i lätt mellanviktsboxning 1972 i München. Tiepold tävlade för SC Dynamo Berlin.